# Senostoma mixtum
Senostoma mixtum là một loài ruồi trong họ Tachinidae.